# Segolay
Segolay (o Seguolay, Segolaj, Segolai) è il nome di un villaggio scomparso , localizzato nel comune di Senorbì, città metropolitana di Cagliari.
Abitato probabilmente già in epoca nuragica e romana, la sua vita è documentata da numerose fonti medievali e moderne finché si spopola alla fine del XVII secolo e viene considerato ufficialmente "distrutto". La ripartizione dei territori dei villaggi limitrofi del 1844 sancisce la divisione dell'antico territorio di Segolay fra Senorbì, Suelli e Arixi. 

## Localizzazione
Localizzazione geografica: I.G.M.: Foglio 548 sezione IV – Senorbì, scala 1:25.000
Il villaggio di  Segolay era situato su una modesta altura in prossimità della strada comunale Senorbì - Sisini ad un centinaio di metri dell'attuale periferia est - nord est di Senorbì. Il sito non è stato oggetto di indagini archeologiche ma alcune prospezioni di superficie effettuate a più riprese a partire dagli anni '40 hanno permesso di individuare numerosi frammenti ceramici che consentono di determinare una frequentazione dall'epoca nuragica sino al XVII secolo con apparente minor frequenza di quelle ascrivibili all'epoca romana che comunque sono documentate negli immediati dintorni come in località “Funtana ‘sa canna”.
Il territorio del villaggio confinava con Cixi, Suelli, Sisini, Arixi e Senorbì; i limiti territoriali sono parzialmente descritti in alcuni documenti medioevali nei quali sono esposti solo i confini occidentali, settentrionali e orientali mentre sfortunatamente ci mancano i confini meridionali. Alla sua scomparsa il territorio venne inglobato in quello di Senorbì anche se una parte venne successivamente reclamato da Suelli; ne nacque una vertenza che si concluse solo nel 1844 allorché vennero definitivamente demarcati i confini di Suelli e quelli di Arixi e Senorbì.

## Notizie e documenti storici
Notizie sul villaggio di Segolay le ritroviamo in alcune delle carte edite dal Solmi tra le cosiddette “carte campidanesi”. In particolare alcune notizie indirette sul villaggio le ritroviamo in un documento del giugno 1215 nel quale vengono descritti i confini del “saltus” di Suelli e pertanto indirettamente parte dei confini di Segolay il cui nome non è però espressamente menzionato: “… et deretu ad su bruncu dessu mudeglu, parendu ad pischina de bois; et lebat sa serra dessu mudeglu, implassandullu ad pauli de mela, deretu a orriina de nonzu Pedru, et iunpat erriu deretu ad su masuniu de Jorgi Muria, et clompit ad su bau d'aqua salsa …”
In altri documenti dello stesso periodo invece vengono menzionati alcuni degli abitanti del villaggio quali “Cogoti de Funtanas de Segolai” oppure “donnu Cumida d'Asteri, preidi de Segolai”, “Johanni de Segolay”, “Contini Cara de Segolai.”
Parte dei confini della villa di Segolay sono altresì menzionati in un documento del luglio 1225 con la quale la giudicessa Benedetta di Cagliari, con il figlio Guglielmo, dona a San Giorgio di Suelli il podere di Prato di Sisini e la villa deserta di Jana; come nel caso precedente della carta XI anche in questa circostanza il villaggio non è esplicitamente indicato ma vengono riportati gli elementi salienti dei limiti territoriali tra i villaggi: “Daulli assu donnu miu sanctu Jorgi de Suelli sa domestia mia, k'esti intru de saltu de sanctu Jorgi dessa bilia de Suelli, ad ki narant domestia de padru de Sisini. Et est parta a Suelli, cabizza ad sa dommestia de sanctu Jorgi ad ki narant terra de Gontini Ala, et parta a nuragi de Seti badi tudui sa bia ki badi daa Suelli ad Sisini, et clompit ad s' aqua des passarris de sanctu Jorgi, in bau de terra alba, et calatsi tudui s'erriu fisca ad fontana de corbu, et clonpit adssa bia ki badi daa Sisini ad Arcu, et collat tudui bia partaa nuragi descoriadu, et clonpit ad sa terra de sanctu Jorgi de Gontini Ala da undi si et ingençat.”
Il villaggio è menzionato inoltre nella cosiddetta “donazione della Trexenta” nella quale “sa villa de Segolaj” faceva parte delle ville donate da Torchitorio a suo figlio Salusio; anche in questo documento sono in parte riportati i confini della villa: “Et innj, lassadu su saltu de Sisini, etcomensat su saltu de ssa villa de Sigi de Trexenta, de nuraki Flacu e, riu a josso, fisc' a bau de Canasturza, que calat sa bia de Suellj et de Callaris. Et da jnnj, lassadu su saltu dessa villa de Sigi, etcomensat su saltu dessa villa de Segolaj dessa incontrada de Trexenta cum Suelli; et de bau de Cannasturza, riu , a jossu, fina a bau de Aquasarsa et da jnnj riu riu fina a bau de Traisei et da jnnj deretu, segandola a hogu, punt' a susu a ssa Rujna de Sanctu Perdu et da jnnj serra serra a Bruncu Murdegu et da inni deretu a hogu a Pauli Mela. Et innj, lassadu sus saltus de ssa villas de Suelli et Segolaj, et comenzant sus saltus dessa villa de Arixi Magno dessa incontrada de Trexenta cum sa villa de Sissini de sa curadoria de Siurgos”. Il territorio di Segolay pertanto iniziava dal guado sul ruscello oggi noto come “Cora Benaguzza” proseguiva sino al guado di “Aquasarsa” poi seguendo il ruscello sino al guado di Traisei e poi dritto verso nord sino alle rovine del villaggio di San Pietro. Da questo punto proseguiva sulla cresta sino a “Bruncu murdegu” e da lì sino a “Pauli mela” (tra Suelli e Sisini) dove iniziava il confine di Arixi.
Dopo la scomparsa e lo smembramento del Giudicato di Cagliari, avvenuta nel 1257-58, un terzo del territorio giudicale, tra cui anche la Trexenta, fu assegnato a Guglielmo di Capraia il quale era anche Giudice di Arborea. A Guglielmo successe Mariano II di Bas che nel testamento nominò il Comune di Pisa erede universale per i possedimenti extra giudicali. Alla morte di Mariano seguirono una serie di contese tra gli eredi Capraia e Pisa, e i territori facenti parte del terzo cagliaritano furono acquisiti dal comune pisano nel 1307. A seguito della suddetta acquisizione il comune di Pisa amministrò direttamente i territori della Trexenta, sicuramente dal 1313, nominando dei rettori e dei funzionari, e procedette a periodici censimenti fiscali denominati “Composizioni”. Per quanto riguarda le remunerazioni del personale impiegato per l'amministrazione delle Curatorie di Gippi e Trexenta nel 1330 troviamo un riscontro diretto in un documento pubblicato da Baudi di Vesme.
Dalla “Composizione“ pisana predisposta negli anni 1320-1322 apprendiamo che “Segolay” contribuiva con 10 libbre così distinti: “pro datio” 8 lb; “pro quodam servo” 1 lb.; “pro dirictu tebernarum vini” 1 libbra. Inoltre era tenuta a versare 42 starelli di grano e 36 d'orzo. Questa composizione successivamente confluì nel cosiddetto “Compartiment de Sardenya” realizzato dai catalano - aragonesi negli anni 1358-1362 utilizzando appunto anche statistiche predisposte in precedenza dai pisani.
A seguito dell'invasione catalano – aragonese del 1323 il villaggio, nel maggio del 1325, venne infeudato al valenzano Francesc Carroz, unitamente alle ville di Siocco, Donigala Alba e Aliri sempre in Trexenta e Mandas, Escolca e Nurri, site nella curatoria di Siurgus. Il possesso del feudo da parte dell'iberico fu di breve durata in quanto dopo la ripresa delle ostilità tra gli aragonesi e Pisa e la definitiva sconfitta di quest'ultima si addivenne alla pace conclusiva del 25 aprile 1326 con la quale la Corona d’Aragona concesse in feudo al comune toscano le curatorie di Trexenta e di Gippi che quindi riprese ad amministrarle mediante propri funzionari.
Dalla “Composizione” pisana del 1359, molto più dettagliata rispetto a quella del 1320-1322, rileviamo che gli abitanti di “Villa Segalay curatorie Tregende” dovevano versare tre libbre per “datio”, otto starelli di grano, nove starelli d'orzo e dieci soldi “pro dirictu tabernarum vini” mentre i “palators” dovevano versare una tantum uno starello di grano e uno d'orzo. Tra gli abitanti sono inoltre menzionati Gonnarius de Separa, Suaccesus de Serra, Gonnarius de Lacchono e Johannes Desori a loro volta “stimati” per 80 libbre complessive.
È probabile che sin dal periodo pisano Segolay fosse costituita in prebenda canonicale con Senorbì; il suo nome infatti non compare nelle, seppur incomplete, “Rationes decimarum Italiae” ed è quindi ipotizzabile che i versamenti effettuati dal rettore di Senorbì comprendessero anche di quelle di Segolay. Se così fosse il rettore, che per gli anni dal 1341 al 1350 era Petro Mele, effettuava diversi versamenti nel 1342 (2 libbre, 11 soldi e 6 denari), nel 1343 (5 libbre e 11 soldi) mentre negli anni successivi sino al 1350 1 libbra e 10 soldi; nello stesso periodo versava inoltre 1 libbra e 10 soldi per la chiesa.
La villa viene menzionata nei conti del sale dove risultano acquisti effettuati negli anni 1347/1348, 1352/1353 e 1362/1363 e nel 1413/1414.
Nel frattempo l'isola viene nuovamente sconvolta dalla guerra tra Arborea e Aragona e nel 1365 le truppe del giudice Mariano invadono la Trexenta mettendo fine all'ormai agonizzante dominio feudale pisano in Sardegna. Il 18 ottobre 1365 infatti il vicario del comune pisano in Trexenta, Filippo della Scala, viene impiccato dagli arborensi durante l'assedio del castello di Sanluri davanti agli occhi di Alberto Zatrillas Governatore del Capo di Cagliari e Gallura. Con questo episodio ha probabilmente fine la storia dei possedimenti pisani in Sardegna dopo alcuni secoli di dominazione più o meno diretta.
Con la ripresa delle ostilità tra la Corona d'Aragona e il Giudicato d'Arborea assistiamo anche al passaggio tra le file giudicali di alcuni importanti personaggi sardi che sino a quel momento erano stati tradizionalmente fedeli alla corona aragonese venendone a suo tempo ricompensati con la concessione in feudo di vari villaggi. È questo il caso dell'iglesiente Alibrando de Atzeni il quale era ben introdotto in Trexenta dove aveva dei seguaci a Simieri (tale Antonio Curria) nonché delle proprietà a Segolai forse per parte della moglie Sardinia. Alibrando e suo figlio Giacomo vennero però sconfitti in battaglia nei pressi di Iglesias nel 1367 e le loro teste mozzate, per punizione e monito, vennero esposte nel castello di Cagliari. I suoi beni, dopo essere stati confiscati, l'8 settembre 1367 vennero concessi in feudo a Pere de Meleanno mentre i possessi in Segolai, una domus detta “Cort” con le vigne e le terre, vennero concessi, con conferma regia datata 6 luglio 1368, a Guillem Steva, scudiero del governatore, che si era distinto nello scontro e che probabilmente era stato l'uccisore materiale di Alibrando o di suo figlio.
Dopo la definitiva sconfitta arborense del 30 giugno 1409 la Trexenta viene amministrata direttamente da funzionari regi sino al 1421 allorché Segolai e il resto della Trexenta venne concessa a Giacomo De Besora che ebbe riconfermata l'infeudazione il 31 luglio 1434. Il De Besora entrò ben presto in conflitto con il Vescovo di Suelli circa il possesso di quest'ultimo villaggio e di quelli Cisci e Simieri; la contesa giudiziaria si protrasse per molti decenni e proseguì con i successivi feudatari della Trexenta e con l'arcivescovato di Cagliari subentrato nei diritti al vescovado di Suelli dopo la sua soppressione. Sono forse da inserire nell'ambito di questa annosa questione, fatta anche di soprusi e prepotenze, due atti notarili del 1442 nei quali alcuni abitanti di Suelli, dopo essere stati incarcerati per aver sconfinato con il proprio bestiame nei terreni della Trexenta appartenenti al feudatario nonostante ciò fosse proibito, si impegnano al versamento del consistente importo di 100 libbre di alfonsini cadauno a titolo di machizia; tra i testimoni degli atti notarili vi è in entrambi i casi un certo Iurado Montigi, abitante della villa di Segolai, oltre a Miali de Onni, maiore della villa di Decimoputzu e Andrea Mosques, abitante di Decimoputzu.
Data la maggiore longevità del villaggio le testimonianze scritte sono ovviamente maggiori rispetto a quelle degli altri villaggi trexentesi scomparsi.
Nel 1503 venne predisposto un elenco delle rendite dovute al Vescovo di Dolia e per Segolay erano dovuti i seguenti importi: Antonio Marongiu per una “posta” nel piano presso via pubblica paga per la festa di San Pantaleo lire 3; Epifani Porcello della detta villa ogni anno per la festa lire 3; Gonario Mestrutzi versa ogni anno lire 2; Matteo Mailoso per case nella villa versa lire 5; Flori Paolo, Riccardo Mameli, Pietro Desogus, Pietro de Serra, Tomaso Corona in complesso per terre, vigne e festa di San Pantaleo versano lire 22”
Nel dicembre del 1560 il Canonico Giovanni Dessì (in qualità di Vicario Generale del Vescovado di Bonavolla e su disposizione dell'arcivescovo Antonio Parragues de Castillejo) comunica ai curati della Diocesi le quote che i singoli villaggi devono pagare al Collettore dello Stamento Ecclesiastico per il Parlamento Sardo, Segolay è chiamata a corrispondere 18 lire 8 soldi e 6 reali.
Nel 1568, seguito delle prescrizioni conciliari, Papa Pio V emana una bolla con la quale viene decretato che tutti gli ecclesiastici debbano risiedere nella località di cui hanno il beneficio; nonostante l'opposizione dei canonici della Cattedrale di Cagliari il Parragues, non senza essere stato costretto a richiedere che per la Sardegna tale disposizione non venisse applicata, riceve la conferma papale dell'abolizione dei Canonicati dei Vescovadi soppressi (quindi anche di Dolia) e che le prebende parrocchiali vengano trasformate in benefici con obbligo di residenza sul posto per i percipienti. Conseguenza di questa bolla fu l'abolizione e trasformazione in rettoria dei canonicati di Mandas, Seuni, Gesico Gergei, Guasila, Guamaggiore-Ortacesus, Selegas e di Segolay.
Oltre ai tributi ordinari c'erano anche quelli straordinari. A seguito della crociata contro i turchi promossa da Filippo II venne infatti richiesto un donativo che per Segolay ammontava a 18 lire e 6 denari.
Nel 1580 il curato di Segolay, così come tutti gli altri canonici, rettori e curati della diocesi, deve versare al collettore Antonio Orrù 5 lire per i sussidi della Diocesi di Dolia. I versamenti di quanto dovuto non dovevano però essere molto puntuali in quanto nel 1594 l'assessore alla curia arcivescovile Rossellò ordina ai curati di Senorbì, Segolay e Arixi di versare con puntualità le decime dovute e altri ritardi sono segnalati anche successivamente tanto che l'appaltatore Fabio Manera nel 1609 e costretto a sollecitare il procuratore Antiogo Pilia delle ville di Senorbì, Segolai, e Arixi. Il 18 aprile 1613 Vittorino Serra (rettore della Majoria e delle ville di Senorbì, Arixi e Segolay) muore senza lasciare testamento per cui il Vicario Generale Martis nomina il sacerdote Adriano Quiriga per informarsi e dar conto delle rendite dei villaggi.
Come abbiamo visto dai documenti possiamo dedurre che Segolay sin dal periodo pisano era un villaggio di modeste dimensioni (tra i medio piccoli della Trexenta), ma nonostante tutto riuscì, a differenza di altre realtà trexentesi, a superare (anche se a fatica) il difficile periodo medioevale arrivando sin quasi alla fine del periodo spagnolo. Il primo censimento noto (per quanto il termine sia improprio) di epoca spagnola dal quale possiamo tentare rilevare con maggior approssimazione le dimensioni del villaggio è il “Repartimiento” del 1583 cui seguirono altri censimenti dei quali di seguito si riportano i dati sintetici:
anno 1583 (18 fuochi), anno 1627 (28 fuochi), anno 1655 (21 fuochi), anno 1678 (18 fuochi), anno 1688 (10 fuochi).
Inesorabilmente però anche per Segolay si avvicinava la fine; infatti dal confronto dei successivi “Repartimientos” di epoca spagnola possiamo dedurre che Segolay si spopolò tra il 1688 (dove risultava avere ancora 10 fuochi composti da 14 uomini e 19 donne) e il 1698 quando la “villa” non compare più nell'elenco dei centri abitati della “Encontrada de Trexenta” mentre bisogna attendere al primo censimento di epoca sabauda per vederla dichiarata esplicitamente “distrutta”.

## Luoghi di culto
Verso la metà dell'800 l'abate Angius nella sua scheda relativa a Senorbì riportava: “… Prossimamente all'abitato sono due chiese, una denominata da San Nicolò di Bari, l'altra da Sant'Antioco. La prima dista di soli 300 passi dalle ultime case verso greco-tramontana e fu parrocchia di un antico villaggio da più secoli distrutto, che si diceva Segolai. …”.
Del villaggio, appartenente alla Diocesi di Dolia, ci resta solo la chiesa realizzata in stile romanico in passato intitolata a San Nicola di Bari, come riportato dall'Angius nel passo precedente; di essa abbiamo attestazione in un documento ascrivibile agli anni 1340-1350 dove appunto viene menzionata la chiesa di “s.cti Nicholai de Segolay” oggi meglio nota come “Santa Mariedda”. L'edificio, realizzato in conci di arenaria con un grande campanile a vela, sorge sulla modesta altura prossima alla periferia dell'abitato di Senorbì e il suo impianto risale verosimilmente al sec. XIII; originariamente doveva essere ad aula mononavata con abside semicircolare e copertura lignea. Nel corso del tempo ha subito diversi rimaneggiamenti e addizioni che hanno portato la chiesa al suo aspetto attuale. Secondo il Martini, che a sua volta riprendeva l'Aleo, al canonicato di Segolay erano annesse le parrocchie di Senorbì ed Arixi così come il Vico che nel 1639 cita “El canonicato de Soglai y aneja de Segervi” senza però menzionare Arixi. Nel 1643 nella parrocchia di Santa Barbara di Senorbì venne predisposto e conservato il “Libro de la cura de la iglesia parroquial de Santa Barbara de la billa de Senorbì y de San Nicolas del la billa de Segolai …” Nel titolo viene inoltre specificato che il suddetto libro venne disposto dal “doctor Don Jorge de Carcassona, retor de las susodichas billas y de Arixi …”.
La chiesa di San Nicola non era l'unica presente nel villaggio; esistevano infatti anche altre due chiese intitolate alla Vergine della Neve e a Santa Maria delle quali oggi non rimane più alcuna traccia.
Ad oggi, la cantina sociale di Senorbì, produce un vino chiamato appunto Segolaj.